# Tapinauchenius elenae
Tapinauchenius elenae es una especie de araña que pertenece a la familia Theraphosidae (tarántulas). Es una especie endémica de Ecuador.